# Christopher Rauen
Christopher Rauen (* 1969) ist ein deutscher Psychologe, Business-Coach, Sachbuchautor und Herausgeber.

## Leben
Rauen studierte an der Universität Osnabrück Psychologie mit den Schwerpunkten Arbeits- und Organisationspsychologie und Klinische Psychologie. Er promovierte dort zum Dr. rer. nat. Seit 1996 ist er als Business-Coach tätig, seit 2003 geschäftsführender Gesellschafter der Christopher Rauen GmbH. Er ist Gründungsmitglied und seit 2006 Vorstandsvorsitzender des Deutschen Bundesverbandes Coaching e.V. Seit 2008 ist er Herausgeber des Coaching-Magazins. Seit 2002 bildet Christopher Rauen in Kooperation mit Andreas Steinhübel Coaches aus.

## Veröffentlichungen (Auswahl)
- Coaching (Praxis der Personalpsychologie, Band 2) Hogrefe Verlag, August 2014, ISBN 978-3801725914.
- Coaching-Tools III. Erfolgreiche Coaches präsentieren 55 Interventionstechniken aus ihrer Coaching-Praxis. managerSeminare Verlag, Oktober 2012, ISBN 978-3941965485.
- Coaching-Tools II. Erfolgreiche Coaches präsentieren Interventionstechniken aus ihrer Coaching-Praxis. managerSeminare Verlag, Juni 2009, ISBN 978-3936075656.
- Coaching-Tools. Erfolgreiche Coaches präsentieren 60 Interventionstechniken aus ihrer Coaching-Praxis. managerSeminare Verlag, Juni 2008, ISBN 978-3936075182.
- Coaching. Hogrefe Verlag, März 2008, ISBN 978-3801725914.
- Handbuch Coaching. Hogrefe Verlag, Juli 2005, ISBN 978-3864891151.
- Coaching: Innovative Konzepte im Vergleich. Hogrefe Verlag, Oktober 2000, ISBN 978-3801714338.